# Cat Stevens/Auszeichnungen für Musikverkäufe

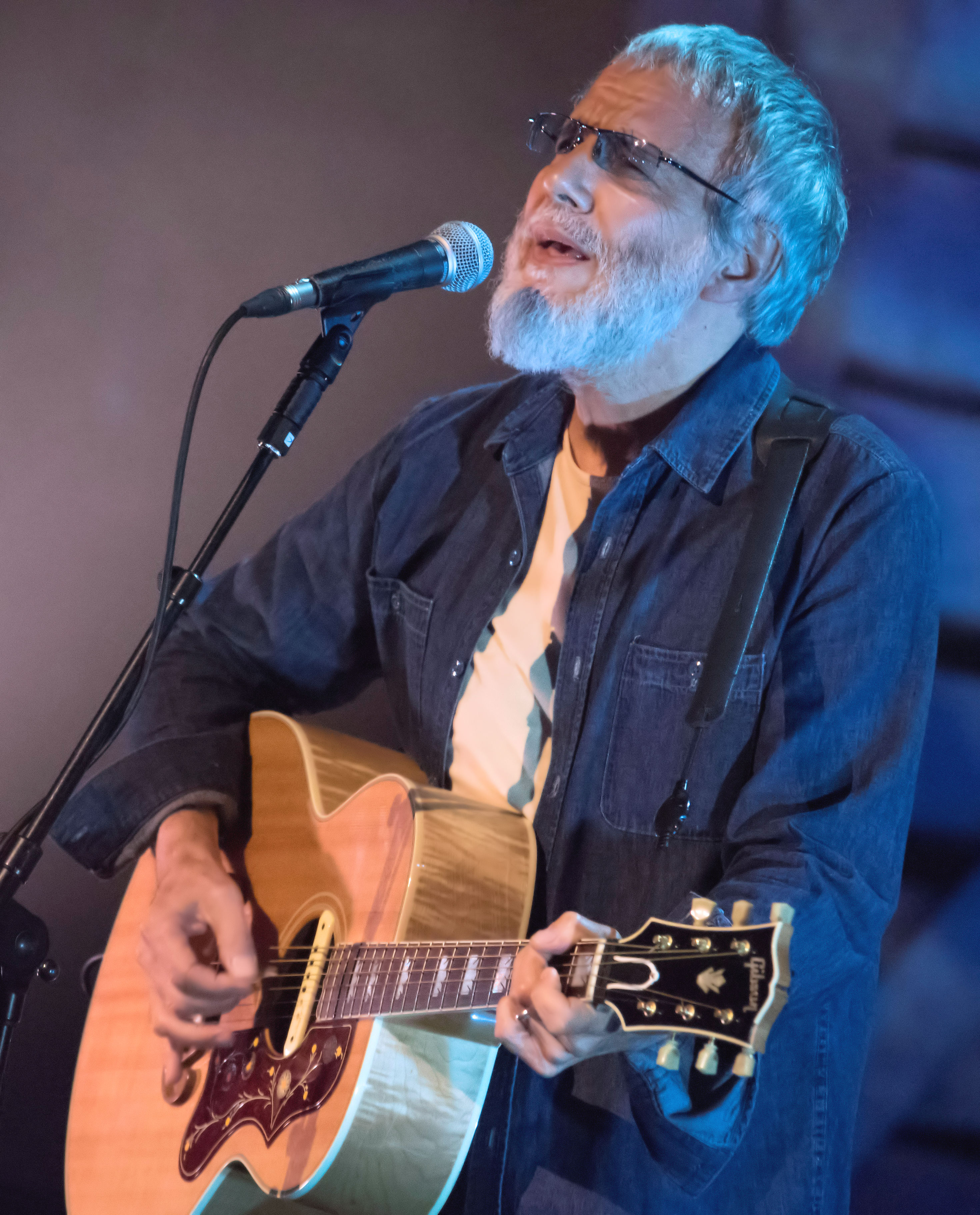
Yusuf/Cat Stevens (2015)

Dies ist eine Übersicht über die Auszeichnungen für Musikverkäufe des britischen Sängers und Songwriter Cat Stevens. Die Auszeichnungen finden sich nach ihrer Art (Gold, Platin usw.), nach Staaten getrennt in chronologischer Reihenfolge, geordnet sowie nach den Tonträgern selbst, ebenfalls in chronologischer Reihenfolge, getrennt nach Medium (Alben, Singles usw.), wieder.

## Auszeichnungen
| - Vereinigtes Königreich - 1977: für die Autorenbeteiligung The First Cut Is the Deepest (Rod Stewart) - 1977: für das Album Izitso - 2017: für das Album Roadsinger – To Warm You Through the Night - 2022: für das Album Cat Stevens - 2024: für die Single Morning Has Broken - 2024: für die Single Father and Son - 2025: für das Lied The Wind - Australien - 1996: für die Autorenbeteiligung Father and Son (Boyzone) - Brasilien - 2024: für das Album Tea for the Tillerman - Dänemark - 2025: für die Single Morning Has Broken - Deutschland - 1990: für das Album The Very Best of Cat Stevens (1990) - 2023: für das Album Remember – The Ultimate Collection - 2023: für das Album Gold - 2023: für die Single Father and Son - Frankreich - 1976: für das Album Tea for the Tillerman - 1982: für das Album Mona Bone Jakon - 1982: für das Album Teaser and the Firecat - Italien - 2016: für das Album Remember – The Ultimate Collection - Kanada - 1976: für das Album Numbers - 1977: für das Album Izitso - 2000: für das Album The Very Best of Cat Stevens (2000) - Mexiko - 1999: für das Album The Very Best of Cat Stevens (1990) - Neuseeland - 1984: für das Album Footsteps in the Dark: Greatest Hits Vol. 2 - 2005: für das Videoalbum Majikat, Earth Tour 1976 - Norwegen - 1999: für das Album Remember – The Ultimate Collection - Österreich - 1993: für das Album Tea for the Tillerman - 1993: für das Album Greatest Hits - 1993: für das Album The Very Best of Cat Stevens (1990) - 2001: für das Album Remember – The Ultimate Collection - Schweden - 2000: für das Album Remember – The Ultimate Collection - Schweiz - 2000: für das Album Remember – The Ultimate Collection - Spanien - 2000: für das Album Remember – The Ultimate Collection - Vereinigte Staaten - 1973: für das Album Foreigner - 1976: für das Album Numbers - 1976: für das Album Mona Bone Jakon - 1977: für das Album Izitso - 2001: für das Album Classics, Volume 24 - 2001: für das Album The Very Best of Cat Stevens (2000) - 2001: für das Album Footsteps in the Dark: Greatest Hits Vol. 2 - 2004: für die Autorenbeteiligung The First Cut Is the Deepest (Sheryl Crow) - Vereinigtes Königreich - 1973: für das Album Foreigner - 1974: für das Album Buddha and the Chocolate Box - 1975: für das Album Greatest Hits - 1999: für das Album Remember – The Ultimate Collection - 2006: für das Album An Other Cup - 2007: für das Album Teaser and the Firecat - 2013: für das Album Tea for the Tillerman - 2019: für die Single Father and Son (Ronan Keating & Yusuf) | - Argentinien - 2007: für das Videoalbum Majikat, Earth Tour 1976 - Australien - 2009: für das Album Tea for the Tillerman - 2010: für das Videoalbum Yusuf (Cat Stevens) Live in Australia 2010 - Deutschland - 1992: für das Album Mona Bone Jakon - 1992: für das Album Teaser and the Firecat - 1992: für das Album Tea for the Tillerman - Europa - 2003: für das Album Remember – The Ultimate Collection - Frankreich - 1995: für das Album The Very Best of Cat Stevens (1990) - Italien - 2018: für die Single Father and Son - 2021: für die Single Wild World - Kanada - 1976: für das Album Greatest Hits - Neuseeland - 1978: für das Album Greatest Hits - 2022: für die Single Peace Train - Schweiz - 1993: für das Album Teaser and the Firecat - Spanien - 2024: für die Single Wild World - 2024: für die Single Father and Son - Vereinigte Staaten - 2001: für das Album Catch Bull at Four - 2001: für das Album Buddha and the Chocolate Box - 2007: für das Videoalbum Majikat, Earth Tour 1976 - Vereinigtes Königreich - 1996: für die Autorenbeteiligung Father and Son (Boyzone) - 2004: für das Album The Very Best of Cat Stevens (2000) - 2024: für die Single Wild World - Deutschland - 2007: für das Album An Other Cup | - Deutschland - 1992: für das Album Greatest Hits - Kanada - 2007: für das Videoalbum Majikat, Earth Tour 1976 - Neuseeland - 1978: für das Album Tea for the Tillerman - 1978: für das Album Teaser and the Firecat - 2010: für das Album The Very Best of Cat Stevens (2000) - Australien - 1994: für das Album The Very Best of Cat Stevens (1990) - 2008: für das Videoalbum Majikat, Earth Tour 1976 - Neuseeland - 2024: für die Single Father and Son - Vereinigte Staaten - 2001: für das Album Tea for the Tillerman - 2001: für das Album Teaser and the Firecat - Vereinigtes Königreich - 2021: für das Album The Very Best of Cat Stevens (1990) - Neuseeland - 2025: für die Single Wild World - Vereinigte Staaten - 2001: für das Album Greatest Hits - Neuseeland - 2002: für das Album Remember – The Ultimate Collection - Australien - 2015: für das Album Remember – The Ultimate Collection - Neuseeland - 1998: für das Album The Very Best of Cat Stevens (1990) |

## Auszeichnungen nach Alben

### Mona Bone Jakon
| Land/Region               | Auszeichnungen für Musikverkäufe (Land/Region, Auszeichnung, Verkäufe) | Verkäufe  |
| ------------------------- | ---------------------------------------------------------------------- | --------- |
| Deutschland (BVMI)        | Platin                                                                 | 500.000   |
| Frankreich (SNEP)         | Gold                                                                   | 100.000   |
| Vereinigte Staaten (RIAA) | Gold                                                                   | 500.000   |
| Insgesamt                 | 2× Gold ·                                                              | 1.100.000 |

### Tea for the Tillerman
| Land/Region                  | Auszeichnungen für Musikverkäufe (Land/Region, Auszeichnung, Verkäufe) | Verkäufe  |
| ---------------------------- | ---------------------------------------------------------------------- | --------- |
| Australien (ARIA)            | Platin                                                                 | 70.000    |
| Brasilien (PMB)              | Gold                                                                   | 100.000   |
| Deutschland (BVMI)           | Platin                                                                 | 500.000   |
| Frankreich (SNEP)            | Gold                                                                   | 100.000   |
| Neuseeland (RMNZ)            | 2× Platin                                                              | 40.000    |
| Österreich (IFPI)            | Gold                                                                   | 25.000    |
| Vereinigte Staaten (RIAA)    | 3× Platin                                                              | 3.000.000 |
| Vereinigtes Königreich (BPI) | Gold                                                                   | 100.000   |
| Insgesamt                    | 4× Gold · 7× Platin ·                                                  | 3.835.000 |

### Teaser and the Firecat
| Land/Region                  | Auszeichnungen für Musikverkäufe (Land/Region, Auszeichnung, Verkäufe) | Verkäufe  |
| ---------------------------- | ---------------------------------------------------------------------- | --------- |
| Deutschland (BVMI)           | Platin                                                                 | 500.000   |
| Frankreich (SNEP)            | Gold                                                                   | 100.000   |
| Neuseeland (RMNZ)            | 2× Platin                                                              | 40.000    |
| Schweiz (IFPI)               | Platin                                                                 | 50.000    |
| Vereinigte Staaten (RIAA)    | 3× Platin                                                              | 3.000.000 |
| Vereinigtes Königreich (BPI) | Gold                                                                   | 1.000.000 |
| Insgesamt                    | 2× Gold · 7× Platin ·                                                  | 4.690.000 |

### Cat Stevens
| Land/Region                  | Auszeichnungen für Musikverkäufe (Land/Region, Auszeichnung, Verkäufe) | Verkäufe |
| ---------------------------- | ---------------------------------------------------------------------- | -------- |
| Vereinigtes Königreich (BPI) | Silber                                                                 | 60.000   |
| Insgesamt                    | 1× Silber ·                                                            | 60.000   |

### Catch Bull at Four
| Land/Region                  | Auszeichnungen für Musikverkäufe (Land/Region, Auszeichnung, Verkäufe) | Verkäufe  |
| ---------------------------- | ---------------------------------------------------------------------- | --------- |
| Vereinigte Staaten (RIAA)    | Platin                                                                 | 1.000.000 |
| Vereinigtes Königreich (BPI) | —                                                                      | 1.000.000 |
| Insgesamt                    | 1× Platin ·                                                            | 2.000.000 |

### Foreigner
| Land/Region                  | Auszeichnungen für Musikverkäufe (Land/Region, Auszeichnung, Verkäufe) | Verkäufe |
| ---------------------------- | ---------------------------------------------------------------------- | -------- |
| Vereinigte Staaten (RIAA)    | Gold                                                                   | 500.000  |
| Vereinigtes Königreich (BPI) | Gold                                                                   | 100.000  |
| Insgesamt                    | 2× Gold ·                                                              | 600.000  |

### Buddha and the Chocolate Box
| Land/Region                  | Auszeichnungen für Musikverkäufe (Land/Region, Auszeichnung, Verkäufe) | Verkäufe  |
| ---------------------------- | ---------------------------------------------------------------------- | --------- |
| Vereinigte Staaten (RIAA)    | Platin                                                                 | 1.000.000 |
| Vereinigtes Königreich (BPI) | Gold                                                                   | 100.000   |
| Insgesamt                    | 1× Gold · 1× Platin ·                                                  | 1.100.000 |

### Greatest Hits
| Land/Region                  | Auszeichnungen für Musikverkäufe (Land/Region, Auszeichnung, Verkäufe) | Verkäufe  |
| ---------------------------- | ---------------------------------------------------------------------- | --------- |
| Deutschland (BVMI)           | 2× Platin                                                              | 1.000.000 |
| Kanada (MC)                  | Platin                                                                 | 100.000   |
| Neuseeland (RMNZ)            | Platin                                                                 | 20.000    |
| Österreich (IFPI)            | Gold                                                                   | 25.000    |
| Vereinigte Staaten (RIAA)    | 4× Platin                                                              | 4.000.000 |
| Vereinigtes Königreich (BPI) | Gold                                                                   | 100.000   |
| Insgesamt                    | 2× Gold · 8× Platin ·                                                  | 5.254.500 |

### Numbers (A Pythagorean Theory Tale)
| Land/Region               | Auszeichnungen für Musikverkäufe (Land/Region, Auszeichnung, Verkäufe) | Verkäufe |
| ------------------------- | ---------------------------------------------------------------------- | -------- |
| Kanada (MC)               | Gold                                                                   | 50.000   |
| Vereinigte Staaten (RIAA) | Gold                                                                   | 500.000  |
| Insgesamt                 | 2× Gold ·                                                              | 550.000  |

### Izitso
| Land/Region                  | Auszeichnungen für Musikverkäufe (Land/Region, Auszeichnung, Verkäufe) | Verkäufe |
| ---------------------------- | ---------------------------------------------------------------------- | -------- |
| Kanada (MC)                  | Gold                                                                   | 50.000   |
| Vereinigte Staaten (RIAA)    | Gold                                                                   | 500.000  |
| Vereinigtes Königreich (BPI) | Silber                                                                 | 60.000   |
| Insgesamt                    | 1× Silber · 2× Gold ·                                                  | 610.000  |

### Footsteps in the Dark: Greatest Hits Vol. 2
| Land/Region               | Auszeichnungen für Musikverkäufe (Land/Region, Auszeichnung, Verkäufe) | Verkäufe |
| ------------------------- | ---------------------------------------------------------------------- | -------- |
| Neuseeland (RMNZ)         | Gold                                                                   | 10.000   |
| Vereinigte Staaten (RIAA) | Gold                                                                   | 500.000  |
| Insgesamt                 | 2× Gold ·                                                              | 510.000  |

### Classics, Volume 24
| Land/Region               | Auszeichnungen für Musikverkäufe (Land/Region, Auszeichnung, Verkäufe) | Verkäufe |
| ------------------------- | ---------------------------------------------------------------------- | -------- |
| Vereinigte Staaten (RIAA) | Gold                                                                   | 500.000  |
| Insgesamt                 | 1× Gold ·                                                              | 500.000  |

### The Very Best of Cat Stevens (1990)
| Land/Region                  | Auszeichnungen für Musikverkäufe (Land/Region, Auszeichnung, Verkäufe) | Verkäufe  |
| ---------------------------- | ---------------------------------------------------------------------- | --------- |
| Australien (ARIA)            | 3× Platin                                                              | 210.000   |
| Deutschland (BVMI)           | Gold                                                                   | 250.000   |
| Frankreich (SNEP)            | Platin                                                                 | 300.000   |
| Mexiko (AMPROFON)            | Gold                                                                   | 100.000   |
| Neuseeland (RMNZ)            | 11× Platin                                                             | 165.000   |
| Österreich (IFPI)            | Gold                                                                   | 25.000    |
| Vereinigtes Königreich (BPI) | 3× Platin                                                              | 900.000   |
| Insgesamt                    | 3× Gold · 18× Platin ·                                                 | 1.950.000 |

### Remember – The Ultimate Collection
| Land/Region                  | Auszeichnungen für Musikverkäufe (Land/Region, Auszeichnung, Verkäufe) | Verkäufe  |
| ---------------------------- | ---------------------------------------------------------------------- | --------- |
| Australien (ARIA)            | 8× Platin                                                              | 560.000   |
| Deutschland (BVMI)           | Gold                                                                   | 150.000   |
| Europa (IFPI)                | Platin                                                                 | 1.000.000 |
| Italien (FIMI)               | Gold                                                                   | (25.000)  |
| Neuseeland (RMNZ)            | 6× Platin                                                              | 90.000    |
| Norwegen (IFPI)              | Gold                                                                   | (25.000)  |
| Österreich (IFPI)            | Gold                                                                   | (25.000)  |
| Schweden (IFPI)              | Gold                                                                   | (50.000)  |
| Schweiz (IFPI)               | Gold                                                                   | (25.000)  |
| Spanien (Promusicae)         | Gold                                                                   | (50.000)  |
| Vereinigtes Königreich (BPI) | Gold                                                                   | (100.000) |
| Insgesamt                    | 8× Gold · 15× Platin ·                                                 | 1.650.000 |

### The Very Best of Cat Stevens (2000)
| Land/Region                  | Auszeichnungen für Musikverkäufe (Land/Region, Auszeichnung, Verkäufe) | Verkäufe |
| ---------------------------- | ---------------------------------------------------------------------- | -------- |
| Kanada (MC)                  | Gold                                                                   | 50.000   |
| Neuseeland (RMNZ)            | 2× Platin                                                              | 30.000   |
| Vereinigte Staaten (RIAA)    | Gold                                                                   | 500.000  |
| Vereinigtes Königreich (BPI) | Platin                                                                 | 300.000  |
| Insgesamt                    | 2× Gold · 3× Platin ·                                                  | 880.000  |

### Gold
| Land/Region        | Auszeichnungen für Musikverkäufe (Land/Region, Auszeichnung, Verkäufe) | Verkäufe |
| ------------------ | ---------------------------------------------------------------------- | -------- |
| Deutschland (BVMI) | Gold                                                                   | 100.000  |
| Insgesamt          | 1× Gold ·                                                              | 100.000  |

### An Other Cup
| Land/Region                  | Auszeichnungen für Musikverkäufe (Land/Region, Auszeichnung, Verkäufe) | Verkäufe |
| ---------------------------- | ---------------------------------------------------------------------- | -------- |
| Deutschland (BVMI)           | 3× Gold                                                                | 300.000  |
| Vereinigtes Königreich (BPI) | Gold                                                                   | 100.000  |
| Insgesamt                    | 2× Gold · 1× Platin ·                                                  | 400.000  |

### Roadsinger – To Warm You Through the Night
| Land/Region                  | Auszeichnungen für Musikverkäufe (Land/Region, Auszeichnung, Verkäufe) | Verkäufe |
| ---------------------------- | ---------------------------------------------------------------------- | -------- |
| Vereinigtes Königreich (BPI) | Silber                                                                 | 60.000   |
| Insgesamt                    | 1× Silber ·                                                            | 60.000   |

## Auszeichnungen nach Singles

### Lady D’Arbanville
| Land/Region                  | Auszeichnungen für Musikverkäufe (Land/Region, Auszeichnung, Verkäufe) | Verkäufe  |
| ---------------------------- | ---------------------------------------------------------------------- | --------- |
| Vereinigtes Königreich (BPI) | —                                                                      | 1.000.000 |
| Insgesamt                    | —                                                                      | 1.000.000 |

### Father and Son
| Land/Region                  | Auszeichnungen für Musikverkäufe (Land/Region, Auszeichnung, Verkäufe) | Verkäufe |
| ---------------------------- | ---------------------------------------------------------------------- | -------- |
| Deutschland (BVMI)           | Gold                                                                   | 250.000  |
| Italien (FIMI)               | Platin                                                                 | 50.000   |
| Neuseeland (RMNZ)            | 3× Platin                                                              | 90.000   |
| Spanien (Promusicae)         | Platin                                                                 | 60.000   |
| Vereinigtes Königreich (BPI) | Silber                                                                 | 200.000  |
| Insgesamt                    | 1× Silber · 1× Gold · 5× Platin ·                                      | 650.000  |

### Wild World
| Land/Region                  | Auszeichnungen für Musikverkäufe (Land/Region, Auszeichnung, Verkäufe) | Verkäufe |
| ---------------------------- | ---------------------------------------------------------------------- | -------- |
| Italien (FIMI)               | Platin                                                                 | 70.000   |
| Neuseeland (RMNZ)            | 4× Platin                                                              | 120.000  |
| Spanien (Promusicae)         | Platin                                                                 | 60.000   |
| Vereinigtes Königreich (BPI) | Platin                                                                 | 600.000  |
| Insgesamt                    | 7× Platin ·                                                            | 850.000  |

### Peace Train
| Land/Region       | Auszeichnungen für Musikverkäufe (Land/Region, Auszeichnung, Verkäufe) | Verkäufe |
| ----------------- | ---------------------------------------------------------------------- | -------- |
| Neuseeland (RMNZ) | Platin                                                                 | 30.000   |
| Insgesamt         | 1× Platin ·                                                            | 30.000   |

### Morning Has Broken
| Land/Region                  | Auszeichnungen für Musikverkäufe (Land/Region, Auszeichnung, Verkäufe) | Verkäufe |
| ---------------------------- | ---------------------------------------------------------------------- | -------- |
| Dänemark (IFPI)              | Gold                                                                   | 45.000   |
| Vereinigtes Königreich (BPI) | Silber                                                                 | 200.000  |
| Insgesamt                    | 1× Silber · 1× Gold ·                                                  | 245.000  |

### Can’t Keep It In
| Land/Region                  | Auszeichnungen für Musikverkäufe (Land/Region, Auszeichnung, Verkäufe) | Verkäufe  |
| ---------------------------- | ---------------------------------------------------------------------- | --------- |
| Vereinigtes Königreich (BPI) | —                                                                      | 1.000.000 |
| Insgesamt                    | —                                                                      | 1.000.000 |

### Father and Son(Ronan Keating & Yusuf)
| Land/Region                  | Auszeichnungen für Musikverkäufe (Land/Region, Auszeichnung, Verkäufe) | Verkäufe |
| ---------------------------- | ---------------------------------------------------------------------- | -------- |
| Vereinigtes Königreich (BPI) | Gold                                                                   | 400.000  |
| Insgesamt                    | 1× Gold ·                                                              | 400.000  |

## Auszeichnungen nach Liedern

### The Wind
| Land/Region                  | Auszeichnungen für Musikverkäufe (Land/Region, Auszeichnung, Verkäufe) | Verkäufe |
| ---------------------------- | ---------------------------------------------------------------------- | -------- |
| Vereinigtes Königreich (BPI) | Silber                                                                 | 200.000  |
| Insgesamt                    | 1× Silber ·                                                            | 200.000  |

## Auszeichnungen nach Videoalben

### Majikat, Earth Tour 1976
| Land/Region               | Auszeichnungen für Musikverkäufe (Land/Region, Auszeichnung, Verkäufe) | Verkäufe |
| ------------------------- | ---------------------------------------------------------------------- | -------- |
| Argentinien (CAPIF)       | Platin                                                                 | 8.000    |
| Australien (ARIA)         | 3× Platin                                                              | 45.000   |
| Kanada (MC)               | 2× Platin                                                              | 20.000   |
| Neuseeland (RMNZ)         | Gold                                                                   | 5.000    |
| Vereinigte Staaten (RIAA) | Platin                                                                 | 100.000  |
| Insgesamt                 | 1× Gold · 7× Platin ·                                                  | 178.000  |

### Yusuf (Cat Stevens) Live in Australia 2010
| Land/Region       | Auszeichnungen für Musikverkäufe (Land/Region, Auszeichnung, Verkäufe) | Verkäufe |
| ----------------- | ---------------------------------------------------------------------- | -------- |
| Australien (ARIA) | Platin                                                                 | 15.000   |
| Insgesamt         | 1× Platin ·                                                            | 15.000   |

## Auszeichnungen nach Autorenbeteiligungen

### The First Cut Is the Deepest (Rod Stewart)
| Land/Region                  | Auszeichnungen für Musikverkäufe (Land/Region, Auszeichnung, Verkäufe) | Verkäufe |
| ---------------------------- | ---------------------------------------------------------------------- | -------- |
| Vereinigtes Königreich (BPI) | Silber                                                                 | 250.000  |
| Insgesamt                    | 1× Silber ·                                                            | 250.000  |

### Father and Son (Boyzone)
| Land/Region                  | Auszeichnungen für Musikverkäufe (Land/Region, Auszeichnung, Verkäufe) | Verkäufe |
| ---------------------------- | ---------------------------------------------------------------------- | -------- |
| Australien (ARIA)            | Gold                                                                   | 35.000   |
| Vereinigtes Königreich (BPI) | Platin                                                                 | 600.000  |
| Insgesamt                    | 1× Gold · 1× Platin ·                                                  | 635.000  |

### The First Cut Is the Deepest (Sheryl Crow)
| Land/Region               | Auszeichnungen für Musikverkäufe (Land/Region, Auszeichnung, Verkäufe) | Verkäufe |
| ------------------------- | ---------------------------------------------------------------------- | -------- |
| Vereinigte Staaten (RIAA) | Gold                                                                   | 500.000  |
| Insgesamt                 | 1× Gold ·                                                              | 500.000  |

## Statistik und Quellen
| Land/RegionAuszeichnungen für Musikverkäufe (Land/Region, Auszeichnungen, Verkäufe, Quellen) | Silber     | Gold       | Platin       | Verkäufe    | Quellen                                                     |
| -------------------------------------------------------------------------------------------- | ---------- | ---------- | ------------ | ----------- | ----------------------------------------------------------- |
| Argentinien (CAPIF)                                                                          | —          | —          | Platin1      | 8.000       | capif.org.ar (Memento vom 31. Mai 2011 im Internet Archive) |
| Australien (ARIA)                                                                            | —          | Gold1      | 16× Platin16 | 935.000     | aria.com.au                                                 |
| Brasilien (PMB)                                                                              | —          | Gold1      | —            | 100.000     | pro-musicabr.org.br                                         |
| Dänemark (IFPI)                                                                              | —          | Gold1      | —            | 45.000      | ifpi.dk                                                     |
| Deutschland (BVMI)                                                                           | —          | 5× Gold5   | 6× Platin6   | 3.000.000   | musikindustrie.de                                           |
| Europa (IFPI)                                                                                | —          | —          | Platin1      | (1.000.000) | ifpi.org (Memento vom 15. Oktober 2013 im Internet Archive) |
| Frankreich (SNEP)                                                                            | —          | 3× Gold3   | Platin1      | 600.000     | infodisc.fr snepmusique.com                                 |
| Italien (FIMI)                                                                               | —          | Gold1      | 2× Platin2   | 145.000     | fimi.it                                                     |
| Kanada (MC)                                                                                  | —          | 3× Gold3   | 3× Platin3   | 270.000     | musiccanada.com                                             |
| Mexiko (AMPROFON)                                                                            | —          | Gold1      | —            | 100.000     | amprofon.com.mx                                             |
| Neuseeland (RMNZ)                                                                            | —          | 2× Gold2   | 32× Platin32 | 640.000     | aotearoamusiccharts.co.nz NZ2 NZ3                           |
| Norwegen (IFPI)                                                                              | —          | Gold1      | —            | 25.000      | ifpi.no (Memento vom 5. November 2012 im Internet Archive)  |
| Österreich (IFPI)                                                                            | —          | 4× Gold4   | —            | 100.000     | ifpi.at                                                     |
| Schweden (IFPI)                                                                              | —          | Gold1      | —            | 50.000      | sverigetopplistan.se                                        |
| Schweiz (IFPI)                                                                               | —          | Gold1      | Platin1      | 75.000      | hitparade.ch                                                |
| Spanien (Promusicae)                                                                         | —          | Gold1      | 2× Platin2   | 170.000     | elportaldemusica.es                                         |
| Vereinigte Staaten (RIAA)                                                                    | —          | 8× Gold8   | 13× Platin13 | 16.100.000  | riaa.com                                                    |
| Vereinigtes Königreich (BPI)                                                                 | 7× Silber7 | 8× Gold8   | 6× Platin6   | 8.430.000   | bpi.co.uk                                                   |
| Insgesamt                                                                                    | 7× Silber7 | 42× Gold42 | 84× Platin84 |             |                                                             |